# Episodi di Outlander: Blood of My Blood
La prima stagione della serie televisiva Outlander: Blood of My Blood, composta da dieci episodi, è trasmessa sul canale statunitense Starz dall'8 agosto al 10 ottobre 2025.
In Italia la stagione andrà in onda sul canale satellitare Sky Serie dal 15 settembre 2025.
| nº | Titolo originale              | Titolo italiano | Prima TV USA      | Prima TV Italia   |
| -- | ----------------------------- | --------------- | ----------------- | ----------------- |
| 1  | Providence                    |                 | 8 agosto 2025     | 15 settembre 2025 |
| 2  | S.W.A.K. (Sealed with a Kiss) |                 | 8 agosto 2025     |                   |
| 3  | School of the Moon            |                 | 15 agosto 2025    |                   |
| 4  | A Soldier's Heart             |                 | 22 agosto 2025    |                   |
| 5  | Needfire                      |                 | 29 agosto 2025    |                   |
| 6  | Birthright                    |                 | 5 settembre 2025  |                   |
| 7  | Luceo Non Uro                 |                 | 12 settembre 2025 |                   |
| 8  | A Virtuous Woman              |                 | 19 settembre 2025 |                   |
| 9  | Braemar                       |                 | 26 settembre 2025 |                   |
| 10 | Something Borrowed            |                 | 10 ottobre 2025   |                   |

## Providence
- Titolo originale: Providence
- Diretto da: Jamie Payne
- Scritto da: Matthew B. Roberts

### Trama
- Durata: 80 minuti
- Special guest star: Peter Mullan (Red Jacob MacKenzie).
- Guest star: Sally Messham (Mrs. Fitzgibbons), Jhon Lumsden (Malcolm Grant), Terence Rae (Arch Bug), Sadhbh Malin (Jocasta MacKenzie Cameron), Ailsa Davidson (Janet MacKenzie), Rebekah Lumsden (Letitia Chisholm MacKenzie), Ryan Fletcher (James MacKinney), Michael Cooke (Alec MacMahon), Louis O'Rourke (Rupert MacKenzie), Marlow Walters (Angus MacKenzie), Chick Allan (Balloch), Imogen Ruby Little (giovane ragazza), Fraser Saunders (sgherro).
- Ascolti USA: non disponibili

## S.W.A.K. (Sealed with a Kiss)
- Titolo originale: S.W.A.K. (Sealed with a Kiss)
- Diretto da: Jamie Payne
- Scritto da: Kiersten Van Horne

### Trama
- Guest star: Jhon Lumsden (Malcolm Grant), Terence Rae (Arch Bug), Chick Allan (Balloch), Ali Craig (Grant Bladier), John McLarnon (Campbell Bladier), Annabelle Dowler (Lizbeth), Matthew Barker (Capitano Lambie), Harry Eaton (soldato William "Willie" Charlton), Zach Roberts (corriere di APS), Rob Pavey (soldato), James Pavey (soldato), Gregor Firth (cliente ubriaco), Bobby Robertson (proprietario della taverna), Daibhidh Walker (agricoltore), Debbie Mackay (moglie dell'agricoltore).
- Ascolti USA: non disponibili

## School of the Moon
- Titolo originale: School of the Moon
- Diretto da: Jamie Payne
- Scritto da: Margot Ye (soggetto), Curtis Kheel e Margot Ye (sceneggiatura)

### Trama
- Special guest star: Peter Mullan (Red Jacob MacKenzie).
- Guest star: Jhon Lumsden (Malcolm Grant), Sally Messham (Mrs. Fitzgibbons), Terence Rae (Arch Bug), Madeline Appiah (Ùna Hay), Ryan Fletcher (James MacKinney), Sadhbh Malin (Jocasta MacKenzie Cameron), Ailsa Davidson (Janet MacKenzie), Rebekah Lumsden (Letitia Chisholm MacKenzie), Michael Cooke (Alec MacMahon), Dominic Fraser (Marcus MacRannoch), Colin Little (aristocratico), Graeme Dalling (giacobita), Rebecca Bell (ragazza), Chick Allan (Balloch).
- Ascolti USA: telespettatori